# Märsta
Märsta è una frazione della Svezia, capoluogo del comune di Sigtuna, nella contea di Stoccolma. Ha una popolazione di 23.416 abitanti.